# María Barrientos

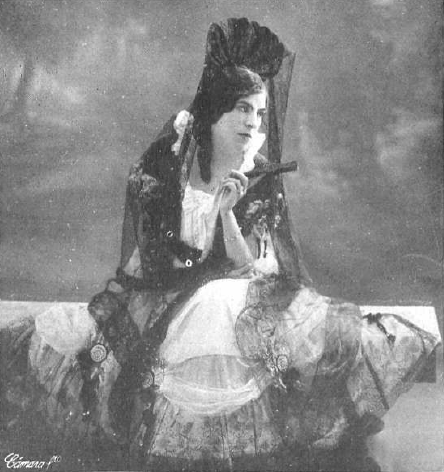
María Barrientos, 1913

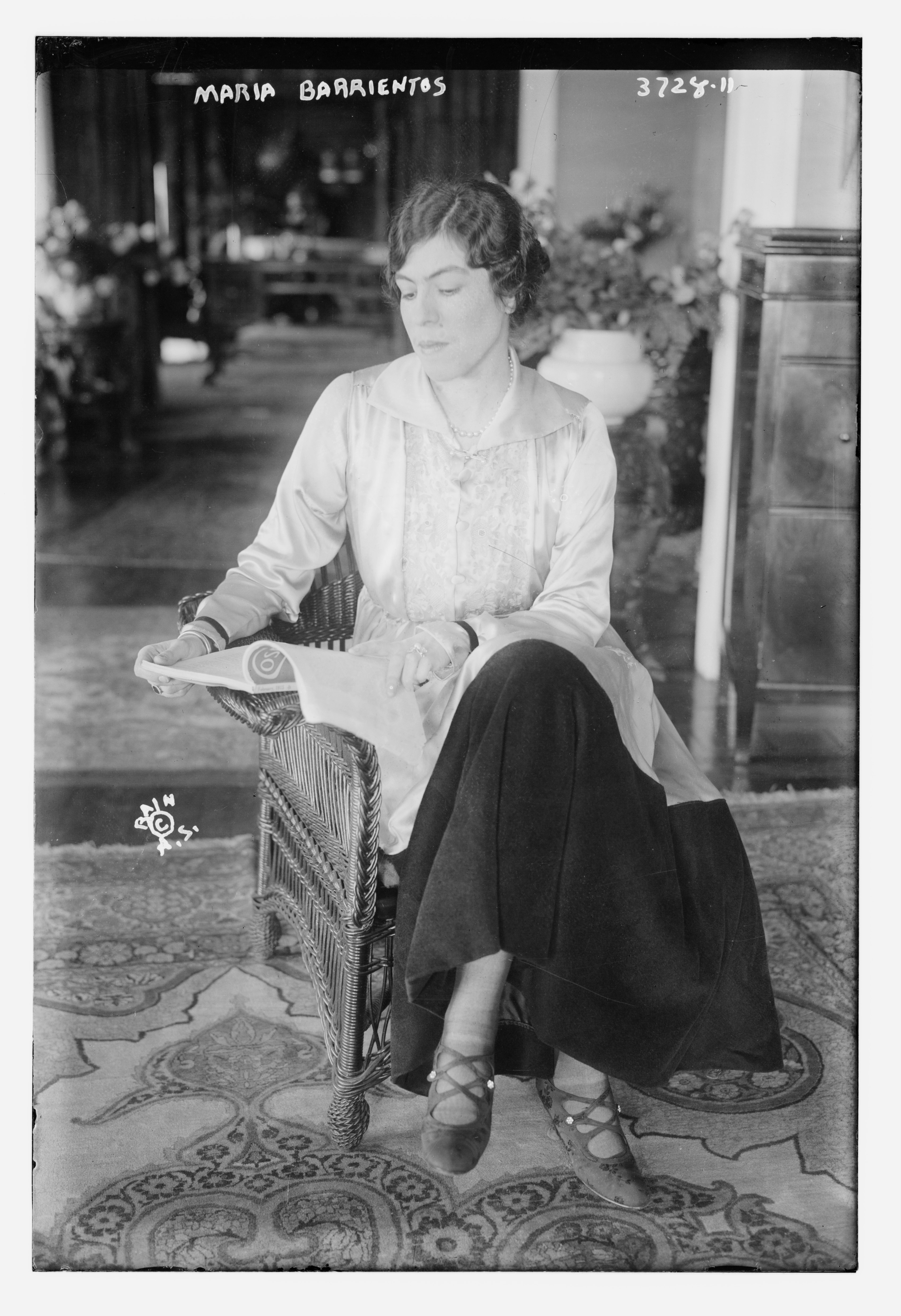
María Barrientos

María Barrientos, auf Katalanisch Maria Barrientos i Llopis  (* 4. März 1884 in Barcelona; † 8. August 1946 in Ciboure) war eine spanische Opernsängerin (Koloratursopran).
Barrientos komponierte während ihrer Ausbildung am Konservatorium von Barcelona zwölfjährig eine Sinfonie und dirigierte im gleichen Jahr ein Orchester. Nach einer kurzen Gesangsausbildung bei Francisco Bonet debütierte sie vierzehnjährig in La sonnambula am Teatro Lírico in Barcelona. In der nächsten Zeit hatte sie mehrere Hauptrollen am Teatro de Novidades. Sie debütierte 1903 an der Covent Garden Opera und im Folgejahr an der Mailänder Scala.
In den folgenden Jahren trat sie an vielen bedeutenden Opernhäusern weltweit auf. An der Metropolitan Opera debütierte sie 1916 erfolgreich in Lucia di Lammermoor und trat dort in den folgenden vier Jahren regelmäßig auf. In späteren Jahren war sie eine anerkannte Interpretin spanischer und französischer Lieder. Mit Manuel de Falla am Klavier nahm sie dessen Siete Canciones Populares Espanoles und Soneto a Córdoba auf. Um 1924 zog sie sich von der Opernbühne zurück und trat nur noch in Rezitals auf.